# Zhang Lin
Zhang Lin (en chino tradicional, 張琳; en chino simplificado, 张琳; pinyin, Zhāng Lín: 张琳; chino tradicional: 張琳; pinyin: Zhāng Lín; (6 de enero de 1987 - ) es un nadador  chino especializado en competencias de estilo libre de 200 m, 400 m, 800 m y 1 500 m.
Zhang fue seleccionado para el equipo nacional en 2002. En el Campeonato Mundial de Natación 2003, fue el único nadador masculino chino en lograr llegar a las finales individuales, acabando en octavo lugar. En el 2005, rompió el récord chino de 400 m estilo libre en los Juegos Nacionales, y se coronó campeón en 200 m y 1 500 m estilo libre.
Zhang Lin ganó la medalla de plata en 400 metros masculino estilo libre en la Olimpiada de Verano 2008 en Beijing con un tiempo de 3:42.44, 0.58 segundos detrás del medallista surcoreano Park Tae-hwan, y haciendo suyo el tiempo del tercer más rápido en 400 metros estilo libre en la historia (poniendo un récord chino en el proceso). La medalla de plata de Zhang fue la primera medalla olímpica en natación lograda por un nadador masculino chino.
En el Campeonato Mundial de Natación de 2009 en Roma, Zhang ganó una medalla de bronce en 400 metros masculino estilo libre y una medalla de oro en 800 metros masculino estilo libre (7:32.12); la medalla del oro fue récord mundial y la primera lograda por un nadador masculino chino en una competición de natación mundial en los últimos 73 años.
Zhang es entrenado por Zhang Yadong y Chen Yinghong. También ha sido entrenado por el australiano Denis Cotterell desde 2007, quien fue entrenador anterior del campeón de distancia Grant Hackett. En otoño de 2011,  entrenó con Dave Salo en el Club de NataciónTroyano en un campamento de formación de 52 días.

## Palmarés importantes
- 2005 Campeonatos Mundiales - 6.º 1500 m estilo libre;
- 2005 Juegos Nacionales - 1.º 200 m/ 400 m/ 1500 m estilo libre;
- 2007 Campeonatos Mundiales - 6.º 200 m estilo libre;
- 2008 olimpiada de Verano - 2.º (medalla de plata) 400 m estilo libre;
- 2009 Campeonato Mundial de Natación - 3.º (medalla de bronce) 400 m estilo libre; 3:41.35
- 2009 Campeonato Mundial de Natación - 1.º (medalla de oro) 800 m estilo libre; Registro Mundial 7:32.12